# زغبة عملاقة
الزغبة العملاقة (الاسم العلمي:†Leithia) (بالإنجليزية: giant dormice)‏ هي جنس من الثدييات يتبع فصيلة الزغبات من رتبة القوارض.